# Rally de Finlandia de 2011
El Rally de Finlandia de 2011, oficialmente 61st Neste Oil Rally Finland , fue la 61.ª edición y la octava ronda de la temporada 2011 del Campeonato Mundial de Rally. Se celebró en los alrededores de Jyvaskyla, Finlandia Central, entre el 28 y el 30 de julio y contó con un itinerario de veintidós tramos sobre tierra que sumaban un total de 314.39 km cronometrados. Fue además la quinta ronda del Campeonato Super 2000, la cuarta ronda del Campeonato de Producción y la tercera de la Academia WRC.
El ganador fue Sébastien Loeb con el Citroën DS3 WRC, que logró su segunda victoria en Finlandia por delante de Jari-Matti Latvala, ganador en 2010, al que solo aventajó en ocho segundos. Tercero fue su compañero de equipo Sébastien Ogier, también muy cerca a solo doce segundos. Cuarto fue Mikko Hirvonen que logró sumar tres puntos en el Powerstage. En el campeonato Super 2000 ganó Juho Hänninen, en el campeonato de producción Hayden Paddon y en la Academia WRC Egon Kaur.

## Itinerario y ganadores
| Día                 | Tramo | Hora  | Tramo        | Distancia | Ganador            | Tiempo  | Vel. media  | Líder rally     |
| ------------------- | ----- | ----- | ------------ | --------- | ------------------ | ------- | ----------- | --------------- |
| Día 1 (28 de julio) | SS1   | 17:13 | Lankamaa     | 23.76 km  | Jari Ketomaa       | 11:44.5 | 121.41 km/h | Jari Ketomaa    |
| Día 1 (28 de julio) | SS2   | 18:16 | Laukaa       | 11.79 km  | Sébastien Loeb     | 5:49.7  | 121.37 km/h | Sébastien Loeb  |
| Día 1 (28 de julio) | SS3   | 20:00 | Laajavuori 1 | 4.19 km   | Sébastien Loeb     | 2:37.3  | 95.89 km/h  | Sébastien Loeb  |
| Día 2 (29 de julio) | SS4   | 9:00  | Hassi        | 20.35 km  | Mikko Hirvonen     | 11:14.3 | 108.65 km/h | Sébastien Loeb  |
| Día 2 (29 de julio) | SS5   | 11:03 | Evo          | 8.90 km   | Mikko Hirvonen     | 4:59.0  | 107.16 km/h | Sébastien Loeb  |
| Día 2 (29 de julio) | SS6   | 11:53 | Hyväneula 1  | 29.90 km  | Mikko Hirvonen     | 14:09.8 | 126.67 km/h | Sébastien Loeb  |
| Día 2 (29 de julio) | SS7   | 14:59 | Koukunmaa    | 13.68 km  | Jari-Matti Latvala | 7:09.8  | 114.58 km/h | Sébastien Loeb  |
| Día 2 (29 de julio) | SS8   | 15:37 | Koivukehä    | 17.80 km  | Mikko Hirvonen     | 9:19.3  | 114.57 km/h | Sébastien Loeb  |
| Día 2 (29 de julio) | SS9   | 16:20 | Hyväneula 2  | 29.90 km  | Mikko Hirvonen     | 13:53.3 | 129.17 km/h | Sébastien Ogier |
| Día 2 (29 de julio) | SS10  | 18:00 | Jokimaa      | 2.00 km   | Sébastien Ogier    | 1:33.4  | 77.09 km/h  | Sébastien Ogier |
| Día 2 (29 de julio) | SS11  | 19:46 | Mynnilä      | 12.07 km  | Sébastien Loeb     | 5:47.4  | 125.08 km/h | Sébastien Loeb  |
| Día 3 (30 de julio) | SS12  | 7:58  | Leustu 1     | 21.35 km  | Sébastien Loeb     | 10:13.1 | 125.36 km/h | Sébastien Loeb  |
| Día 3 (30 de julio) | SS13  | 9:00  | Surkee 1     | 14.66 km  | Sébastien Loeb     | 8:07.1  | 108.35 km/h | Sébastien Loeb  |
| Día 3 (30 de julio) | SS14  | 9:55  | Urria 1      | 12.75 km  | Mikko Hirvonen     | 6:01.9  | 126.83 km/h | Sébastien Loeb  |
| Día 3 (30 de julio) | SS15  | 10:58 | Jukojärvi 1  | 14.32 km  | Mikko Hirvonen     | 7:07.6  | 120.56 km/h | Sébastien Loeb  |
| Día 3 (30 de julio) | SS16  | 11:23 | Isojärvi 1   | 4.85 km   | Mikko Hirvonen     | 2:26.3  | 119.34 km/h | Sébastien Loeb  |
| Día 3 (30 de julio) | SS17  | 13:55 | Leustu 2     | 21.35 km  | Mikko Hirvonen     | 10:07.8 | 126.46 km/h | Sébastien Loeb  |
| Día 3 (30 de julio) | SS18  | 14:57 | Surkee 2     | 14.66 km  | Jari-Matti Latvala | 8:00.3  | 109.88 km/h | Sébastien Loeb  |
| Día 3 (30 de julio) | SS19  | 15:52 | Urria 2      | 12.75 km  | Mikko Hirvonen     | 5:54.6  | 129.44 km/h | Sébastien Loeb  |
| Día 3 (30 de julio) | SS20  | 16:55 | Jukojärvi 2  | 14.32 km  | Mikko Hirvonen     | 7:01.7  | 122.25 km/h | Sébastien Loeb  |
| Día 3 (30 de julio) | SS21  | 17:20 | Isojärvi 2   | 4.85 km   | Mikko Hirvonen     | 2:25.1  | 120.33 km/h | Sébastien Loeb  |
| Día 3 (30 de julio) | SS22  | 19:11 | Laajavuori 2 | 4.19 km   | Mikko Hirvonen     | 2:39.6  | 94.51 km/h  | Sébastien Loeb  |

### Power Stage
| Pos. | Piloto             | Tiempo | Diferencia | Veloc. media | Puntos |
| ---- | ------------------ | ------ | ---------- | ------------ | ------ |
| 1    | Mikko Hirvonen     | 2:39.6 | 0.0        | 94.51 km/h   | 3      |
| 2    | Jari-Matti Latvala | 2:39.9 | +0.3       | 94.33 km/h   | 2      |
| 3    | Sébastien Ogier    | 2:40.2 | +0.6       | 94.16 km/h   | 1      |

## Clasificación final

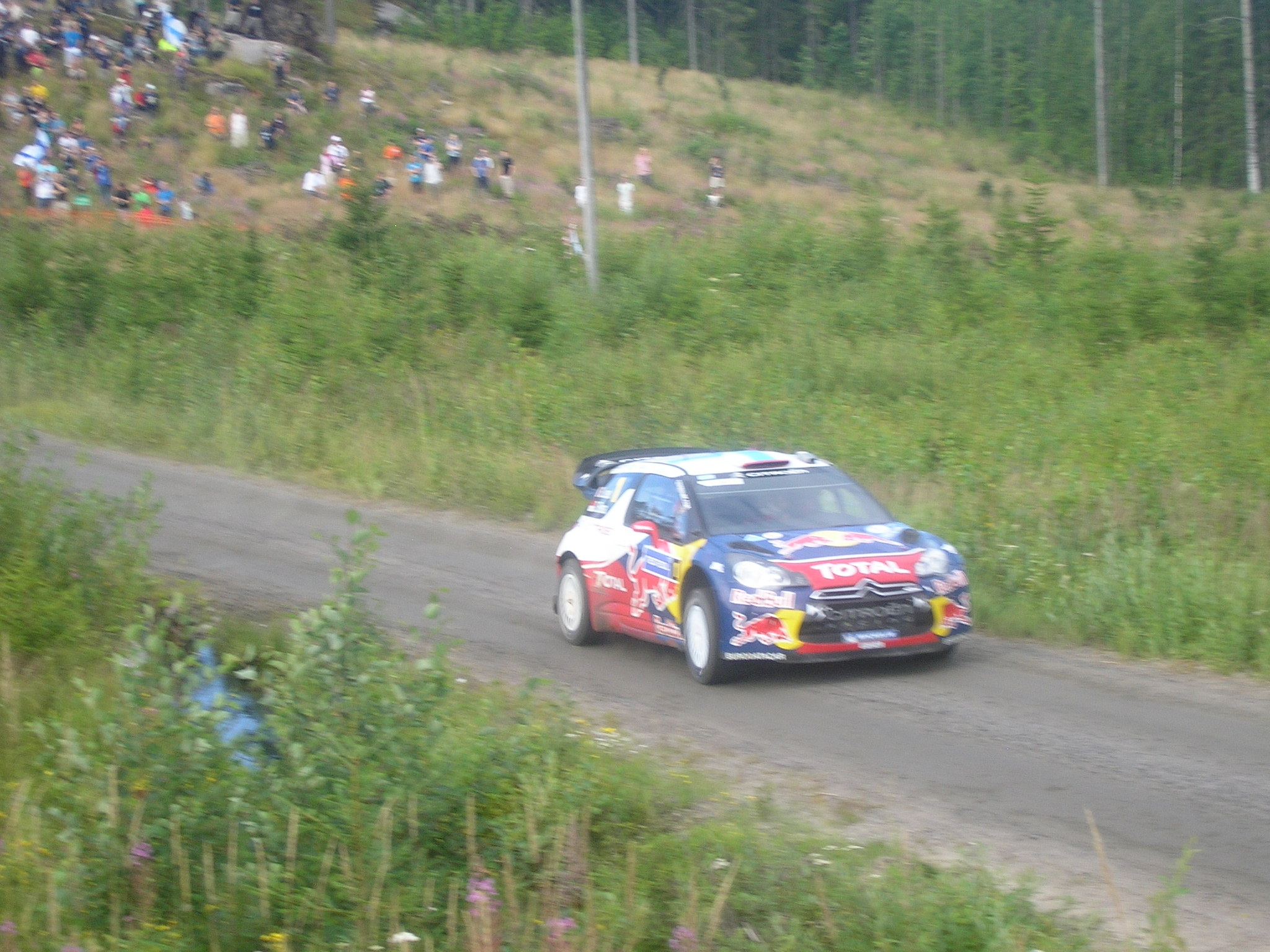
Sebastien Loeb logró en Finlandia su cuarta victoria del año.

| Pos.        | Piloto              | Copiloto            | Automóvil                      | Tiempo    | Diferencia | Puntos  |
| General     | General             | General             | General                        | General   | General    | General |
| ----------- | ------------------- | ------------------- | ------------------------------ | --------- | ---------- | ------- |
| 1.          | Sébastien Loeb      | Daniel Elena        | Citroën DS3 WRC                | 2:39:37.0 | 0.0        | 25      |
| 2.          | Jari-Matti Latvala  | Miikka Anttila      | Ford Fiesta RS WRC             | 2:39:45.1 | 8.1        | 18+2    |
| 3.          | Sébastien Ogier     | Julien Ingrassia    | Citroën DS3 WRC                | 2:39:49.8 | 12.8       | 15+1    |
| 4.          | Mikko Hirvonen      | Jarmo Lehtinen      | Ford Fiesta RS WRC             | 2:40:46.1 | 1:09.1     | 12+3    |
| 5.          | Petter Solberg      | Chris Patterson     | Citroën DS3 WRC                | 2:40:53.2 | 1:16.2     | 10      |
| 6.          | Mads Østberg        | Jonas Andersson     | Ford Fiesta RS WRC             | 2:41:04.8 | 1:27.8     | 8       |
| 7.          | Henning Solberg     | Ilka Minor          | Ford Fiesta RS WRC             | 2:43:02.5 | 3:25.5     | 6       |
| 8.          | Matthew Wilson      | Scott Martin        | Ford Fiesta RS WRC             | 2:43:30.2 | 3:53.2     | 4       |
| 9.          | Kimi Räikkönen      | Kaj Lindström       | Citroën DS3 WRC                | 2:43:36.8 | 3:59.8     | 2       |
| 10.         | Juho Hänninen       | Mikko Markkula      | Škoda Fabia S2000              | 2:44:50.7 | 5:13.7     | 1       |
| SWRC        |                     |                     |                                |           |            |         |
| 1. (10.)    | Juho Hänninen       | Mikko Markkula      | Škoda Fabia S2000              | 2:44:50.7 | 0.0        | 25      |
| 2. (12.)    | Martin Prokop       | Jan Tománek         | Ford Fiesta S2000              | 2:47:28.4 | 2:37.7     | 18      |
| 3. (13.)    | Ott Tänak           | Kuldar Sikk         | Ford Fiesta S2000              | 2:48:29.0 | 3:38.3     | 15      |
| 4. (16.)    | Hermann Gassner     | Kathi Wüstenhagen   | Škoda Fabia S2000              | 2:50:43.3 | 5:52.6     | 12      |
| 5. (17.)    | Frigyes Turán       | Gábor Zsíros        | Ford Fiesta S2000              | 2:51:01.9 | 6:11.2     | 10      |
| 6. (24.)    | Bernardo Sousa      | Paulo Babo          | Ford Fiesta S2000              | 2:53:30.1 | 8:39.4     | 8       |
| 7. (27.)    | Karl Kruuda         | Martin Järveoja     | Škoda Fabia S2000              | 2:56:20.8 | 11:30.1    | 6       |
| 8. (35.)    | Juha Salo           | Marko Salminen      | Mitsubishi Lancer Evolution X  | 2:56:20.8 | 11:30.1    | 4       |
| PWRC        |                     |                     |                                |           |            |         |
| 1. (19.)    | Hayden Paddon       | John Kennard        | Subaru Impreza WRX STI         | 2:51:57.2 | 0.0        | 25      |
| 2. (21.)    | Jarkko Nikara       | Petri Nikara        | Mitsubishi Lancer Evolution IX | 2:52:37.4 | 40.2       | 18      |
| 3. (22.)    | Patrik Flodin       | Goran Bergsten      | Subaru Impreza WRX STI         | 2:53:04.9 | 1:07.7     | 15      |
| 4. (23.)    | Jukka Ketomäki      | Kai Risberg         | Mitsubishi Lancer Evolution X  | 2:53:10.4 | 1:13.2     | 12      |
| 5. (25.)    | Michał Kościuszko   | Maciej Szczepaniak  | Mitsubishi Lancer Evolution X  | 2:54:09.8 | 2:12.6     | 10      |
| 6. (26.)    | Mikko Pajunen       | Jani Salo           | Renault Clio R3                | 2:54:47.9 | 2:50.7     | 8       |
| 7. (40.)    | Valeriy Gorban      | Vadim Chernega      | Mitsubishi Lancer Evolution IX | 3:05:06.0 | 13:08.8    | 6       |
| 8. (51.)    | Oleksiy Kikireshko  | Sergey Larens       | Mitsubishi Lancer Evolution IX | 3:14:03.0 | 22:05.8    | 4       |
| 9. (52.)    | Dmitry Tagirov      | Anna Zavershinskaya | Subaru Impreza WRX STI         | 2:56:20.8 | 11:30.1    | 2       |
| WRC Academy |                     |                     |                                |           |            |         |
| 1.          | Egon Kaur           | Erik Lepikson       | Ford Fiesta R2                 | 2:41:24.7 | 0.0        | 25+5    |
| 2.          | Craig Breen         | Gareth Roberts      | Ford Fiesta R2                 | 2:41:27.3 | 2.6        | 18+5    |
| 3.          | Timo van der Marel  | Erwin Berkhof       | Ford Fiesta R2                 | 2:46:00.8 | 4:36.1     | 15      |
| 4.          | Brendan Reeves      | Rhianon Smyth       | Ford Fiesta R2                 | 2:47:17.9 | 5:53.2     | 12      |
| 5.          | Jan Černý           | Pavel Kohout        | Ford Fiesta R2                 | 2:47:23.2 | 5:58.5     | 10      |
| 6.          | Yeray Lemes         | Rogelio Peñate      | Ford Fiesta R2                 | 2:48:21.3 | 6:56.6     | 8+1     |
| 7.          | Christian Riedemann | Michael Wenzel      | Ford Fiesta R2                 | 2:48:22.0 | 6:57.3     | 6       |
| 8.          | Miko-Ove Niinemäe   | Timo Kasesalu       | Ford Fiesta R2                 | 2:48:58.5 | 7:33.8     | 4       |
| 9.          | Molly Taylor        | Rebecca Smart       | Ford Fiesta R2                 | 2:53:15.4 | 11:50.7    | 2       |
| 10.         | José Antonio Suárez | Cándido Carrera     | Ford Fiesta R2                 | 2:55:21.3 | 13:56.6    | 1       |